# Buffalo Narrows Airport
Buffalo Narrows Airport är en flygplats i Kanada. Den ligger i den centrala delen av landet, 2 600 km väster om huvudstaden Ottawa. Buffalo Narrows Airport ligger 440 meter över havet. Den ligger vid sjön Churchill Lake.
Terrängen runt Buffalo Narrows Airport är mycket platt. Trakten runt Buffalo Narrows Airport är nära nog obefolkad, med mindre än två invånare per kvadratkilometer.. 
I omgivningarna runt Buffalo Narrows Airport växer i huvudsak blandskog.